# Souffrance psychologique
Pour les articles homonymes, voir Souffrance (homonymie).
Ne doit pas être confondu avec Douleur psychogène.

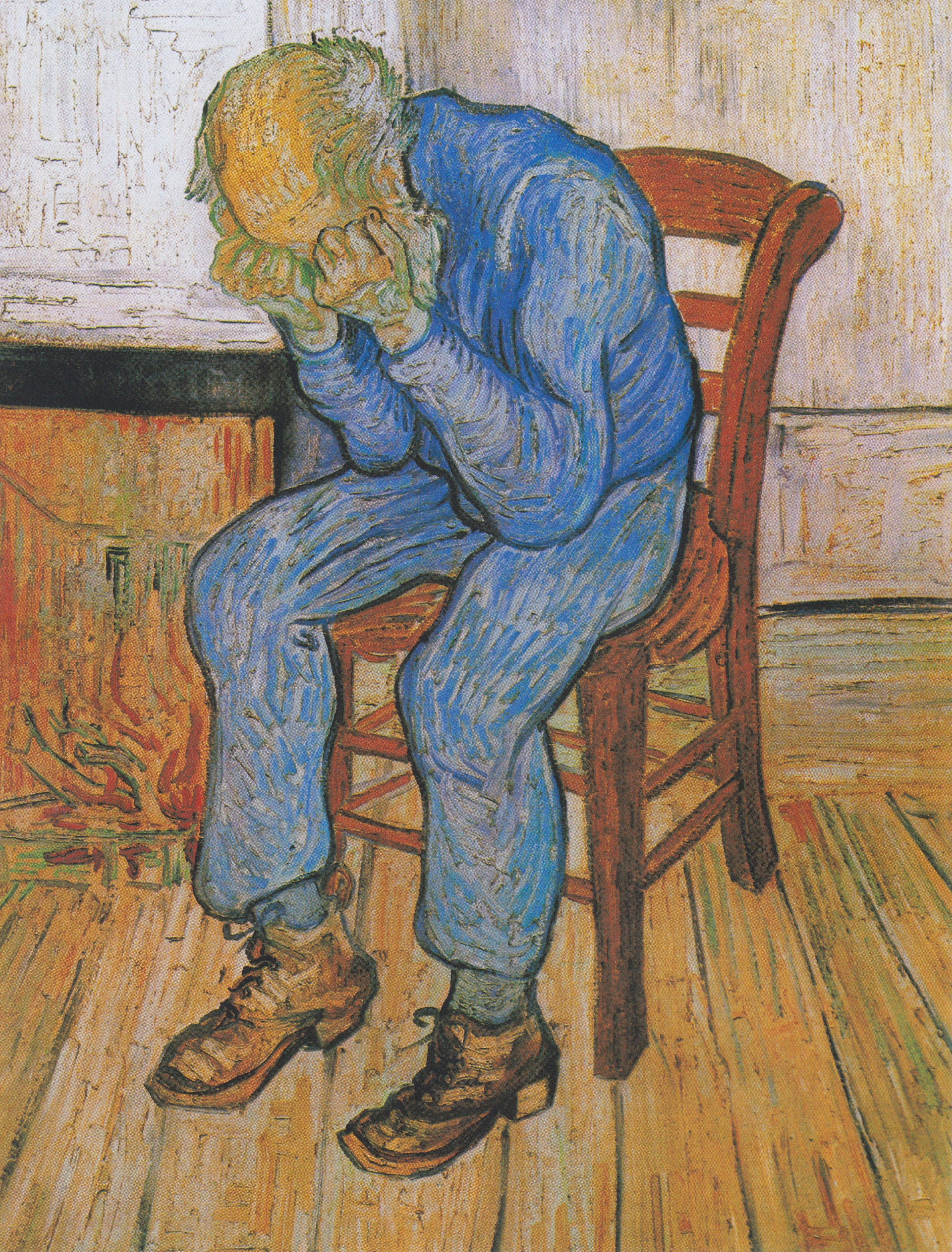
Une œuvre de Van Gogh sur la souffrance psychologique.

Une souffrance psychologique, parfois appelée psychalgie,, souffrance psychique ou encore détresse psychique, désigne un état émotionnel pénible, négatif, une souffrance dont l’origine est psychologique, mentale.  
L'adjectif "psychologique" permet de renvoyer à des facteurs causaux comme les croyances, les représentations du monde,  les pensées, les sentiments voire les comportements , ce qui renvoie à la diversité des sources de souffrance psychologique. Shneidman a tenté de trouver un dénominateur commun à ces différentes sources de souffrance et en est venu à considérer que la détresse psychique était ultimement causée par des besoins psychologiques non satisfaits, par exemple le besoin d'amour, d'autonomie, de sécurité, d'affiliation et d'accomplissement, ou le besoin d'éviter la douleur ou la honte.  
Dans le domaine de la psychologie sociale et de la personnalité, le terme de souffrance sociale est utilisé pour dénoter une détresse émotionnelle causée par un échec de connexion sociale forte : le deuil (perte d'un être cher, que cette personne soit morte ou éloignée), l'humiliation, l'exclusion ou l'ostracisme, la maltraitance, la solitude, sont, par exemple, des causes de souffrance sociale. 

## Mécanismes neurologiques
Le recherche s’accordent à dire que la souffrance psychologique s’appuie pour partie sur des mécanismes neurologiques proches de ceux activé lorsque nous ressentons de la douleur (physique). Les zones cérébrales impliquées dans les deux cas incluent le cortex cingulaire antérieur et le cortex préfrontal (avec certaines sous-régions plus sollicitées que d’autres), notamment,. 
Pour la souffrance psychologique, on retrouve également l’implication du cortex insulaire, du cortex cingulaire postérieur, du thalamus, du gyrus parahippocampique, des noyaux gris centraux et du cervelet.
Certains auteurs considèrent que la douleur forme un continuum, allant du purement physique au purement psychologique, puisque les mêmes réseaux cérébraux sont mobilisés. Cette proximité explique aussi pourquoi on utilise souvent des métaphores de la douleur physique pour décrire des expériences psychologiquement douloureuses.

## Exemple de la souffrance scolaire
Concernant la souffrance scolaire, ou souffrance à l’école, elle est une notion très spécifique et récente. En effet, si l’hypothèse qu’il existe une pression institutionnelle comparable à celle du monde du travail est posée, Il convient de reconnaître la spécificité du métier d'élève, qui consiste à apprendre. Il est alors indispensable de porter un regard attentif sur le confort de travail des enfants en milieu scolaire : la gestion de leur temps de travail (dans et hors école, combien de temps pour les devoirs, pour venir à l’école ) ; leurs conditions d’exercice ;  la charge mentale et affective sollicitée.   

## Généralités
Un patient éprouvant une souffrance psychologique pathologique peut se sentir démuni face à toute situation nouvelle[évasif] nécessitant adaptation, affectant ainsi son psychisme.
Des recherches en neurosciences ont démontré que les souffrances psychologiques et la douleur physique[évasif] pourraient partager certains mécanismes neurologiques.